# Косешть
Косешть, Косешті (рум. Cosești) — село у повіті Хунедоара в Румунії. Входить до складу комуни Лепуджу-де-Жос.
Село розташоване на відстані 330 км на північний захід від Бухареста, 38 км на захід від Деви, 133 км на південний захід від Клуж-Напоки, 93 км на схід від Тімішоари.

## Населення
За даними перепису населення 2002 року у селі проживали 86 осіб, з них 85 осіб (98,8%) румунів. Усі жителі села рідною мовою назвали румунську.